# Parafia św. Wawrzyńca w Wołowie
Parafia pw. św. Wawrzyńca w Wołowie znajduje się w dekanacie Wołów w archidiecezji wrocławskiej.  Jej proboszczem jest ks. Stanisław Małysa. Obsługiwana przez księży archidiecezjalnych. Erygowana w 1998.

## Obszar parafii
Parafia obejmuje ulice w Wołowie: Akacjowa, Andersa, Armii Krajowej, Batalionów Chłopskich, Bema, Berlinga, Boczna, Bosaka, Braci Korczyńskich, Browarna, Czapskiego, Ciemna, Cisowa, Curie-Skłodowskiej, Chopina, Chrzanowskiej, Dębowa, Działkowa, Floriańska, Giedroycia, Gliniana, Grudzińskiego, Herberta, Hłaski, Iwaszkiewicza, Jesionowa, Kaczmarskiego, Kąpielowa, Kolejowa, Komuny Paryskiej (nr. 1-23), Korzeniowskiego, Kościuszki, Kupiecka, Lema, Leśna, Magazynowa, Metalowa, Mickiewicza, Miła, Miłosza, Mleczarska, Morelowa, Al. Niepodległości, Objazdowa, Obrońców Lwowa, Ogrodowa, Orzeszkowej, Orzechowa, Panieńska, Parkowa, pl. Piastowski, Piastów, Pogodna, Polna, Pomorska, Prusa, Przemysłowa, Pułaskiego, Radna, Radosna, Rynek (nr. 27-33), Sienkiewicza, Skarbowa, Składowa, Słoneczna, Słowackiego, Słowicza, Sosnowa, Spacerowa, Spokojna, Staszica, Stawowa, Szarych Szeregów, Szkolna, pl. Szkolny, Tischnera, Twardowskiego, Trzebnicka, Ubojowa, Ułanów Krechowieckich, Uskorska, Waszyngtona, Wesoła, Witosa, Wiśniowa, Wojska Polskiego, Zaułek Zielony, Żeromskiego  oraz miejscowości: 	Lipnica, Piotroniowice, Rudno, Uskorz Mały, Uskorz Wielki.